# Филип Арежина
Филип Арежина (босн. Filip Arežina; нар. 8 лютого 1992, Горний Вакуф-Ускопльє, Боснія і Герцеговина) — боснійський футболіст, півзахисник клубу «Младост» (Добой) та збірної Боснії і Герцеговини.

## Клубна кар'єра
Футболом розпочав займатися в молодіжній академії клубу «Слога» з рідного міста Ускопльє. Транзитом через цю команду вже в січні 2011 року переходить до складу представника боснійської Прем'єр-ліги, клубу «Зриньські». З цим клубом підписав свій перший, п'ятирічний, професіональний контракт. 28 травня 2011 року дебютував у футболці «Зриньські» в матчі національного чемпіонату проти «Дрини» зі Зворника, яку на той час тренував Славен Муса. Дебютним голом у футболці клубу відзначився у 12-му турі національного чемпіонату сезону 2012/13 років проти «Градіни», у тому ж матчі ще раз відзначився у воротах суперника, завдяки чому дозволив своїй команді здобути перемогу з рахунком 2:0. Під час літнього тренувального збору напередодні початку сезону 2013/14 років був відсторонений від тренувань головної команди, в складі якої більше не виступав.
20 грудня 2013 року став новачком прем'єрлігового сараєвського «Олімпіка». В Олімпіку виступав лише півроку, після чого перейшов до друголігового хорватського клубу «Рудеш». У складі «Рудеша» дебютував уже на початку вересня в нічийному (2:2) поєдинку проти «Горіци». На початку 2015 року він переходить до першолігового «Рудар» (Прієдор), з яким він стає чемпіоном Першої ліги Республіки Сербської та здобуває путівку до Прем'єр-ліги. Під час зимової перерви сезону 2015/16 років повертається до «Зриньські» з яким стає переможцем національного чемпіонату.
На початку вересня 2016 року перейшов до складу друголігового польського клубу «Тихи». З 2017 року захищає кольори боснійського клубу «Младост» (Добой).

## Кар'єра в збірній
У складі молодіжної збірної Боснії і Герцеговини дебютував 14 листопада 2012 року в товариському матчі проти Польщі (0:0). У матчі-відповіді товариського матчу між головною та молодіжними збірними відзначився голом, але молодіжка все ж поступилася дорослій збірній з рахунком 1:2.
У складі головної команди Боснії і Герцеговини дебютував 7 червня 2016 року у фіналі товариського турніру Кубок Кірін у матчі проти Японії, замінивши на 89-ій хвилині Маріо Вранчича.
| #  | Дата          | Місце                        | Суперник | Результат | Час  | Змагання    |
| -- | ------------- | ---------------------------- | -------- | --------- | ---- | ----------- |
| 1. | 7 червня 2016 | Міський стадіон Суіти, Суіта | Японія   | 2–1       | 1 хв | Кубок Кірін |

## Досягнення
«Зриньські» (Мостар)
- Прем'єр-ліга
  -  Чемпіон (1): 2015/16